# Alien: Die Wiedergeburt
Alien: Die Wiedergeburt ist ein 2000 für die PlayStation erschienener Ego-Shooter, der auf dem Spielfilm Alien – Die Wiedergeburt von 1997 basiert. Das Spiel wurde von Argonaut Games entwickelt und von Fox Interactive veröffentlicht.

## Spielprinzip
Der Spieler übernimmt die Rolle der Protagonisten aus dem Film und kämpft sich durch verwinkelte, oft mehrere Stockwerke umfassende 3D-Level. Erstmals wurde ein Analog-Stick für die Bewegung und der zweite für die Ausrichtung der Kamera verwendet.

## Entwicklung
Die Vorproduktion begann 1996 ohne jegliche Vorgaben. Das initiale Konzept wurde AVP genannt, da man von einem Alien-vs.-Predator-Crossover seitens des Kinofilms ausging. Das Spielprinzip sollte dem Top-Down-Shooter Loaded ähneln, so dass Tim Moss die Arbeit an einer entsprechenden Spiel-Engine begann. Ursprünglich war geplant das Spiel für PlayStation, Sega Saturn und PC zu veröffentlichen. Das Team durfte das Set des Kinofilms besuchen und Referenzfotographien aufnehmen. Zudem sendete Fox Skripte, Storyboards und ungeschnittene Rohfassungen in regelmäßigen Abständen an die Entwickler. Die Handlung des Films war zu dem Zeitpunkt noch nicht final und laufenden Änderungen unterworfen. Die Sichtung der zahlreichen Einstellungen war enorm zeitintensiv. Als das Spiel zu 60 % fertiggestellt war, bemerkte das Team, dass Spiele der Konkurrenz, wie Tomb Raider, technisch und spielerisch bereits viel weiter waren. Das Spiel wurde daher in 3D völlig neu gestaltet und die Anzahl der gleichzeitig auf dem Bildschirm befindlichen Gegner drastisch reduziert. Zunächst als Third-Person-Shooter konzipiert, wurde das Spiel nach Problemen mit der KI und der Sichtweite auf die Egoperspektive umgestellt.

## Rezeption
Für MAN!AC habe die lange Entwicklungszeit und vor allem die wiederholten Änderungen am Spielkonzept dem Titel mehr geschadet als genutzt. Die Filmumsetzung besäße zwar eine beklemmende Atmosphäre und eine akzeptable technische Umsetzung, der Schwierigkeitsgrad sei jedoch viel zu hoch. Gamezone lobte die beängstigende Soundkulisse. Auch Grafik und Steuerung seien gelungen. Video Games bemerkte, dass die Controller-Steuerung ungewöhnlich sei und Einarbeitung benötige. Zudem sei die Schwierigkeit teils unfair. Das Spiel böte zahlreiche Schockmomente. Zum Veröffentlichungszeitpunkt war die Leistungsfähigkeit der Konsole jedoch bereits technisch veraltet.